# Aaron Mitchell
Aaron F. Mitchell (Welsh, 12 settembre 1969) è un ex cestista e allenatore di pallacanestro statunitense con cittadinanza austriaca.

## Palmarès

### Allenatore
- Coppa d'Austria: 1

Panthers Fürstenfeld: 2009